# Колсей
Колсей (англ. Colsay) — невеликий незаселений острів на півночі Шотландії, належить до Шетландського архіпелагу. 

## Географія
Острів розташований за 1 км від затоки Самборо острова Мейнленд?за 2 км від острова Сен-Нініан та за 24 км від міста Лервік, адміністративного центру області Шетландські острови. 
На найвищій точці острова знаходиться стародавній тур.

## Ландшафт
Колсей — гола горбиста рівнина, на якій розсташовані пасовища, порослі невисокою травою, що використовуються для випасу худоби. Береги острова порізані невеликими затоками.

## Клімат
На острові помірний морський субарктичний клімат.

## Світлини

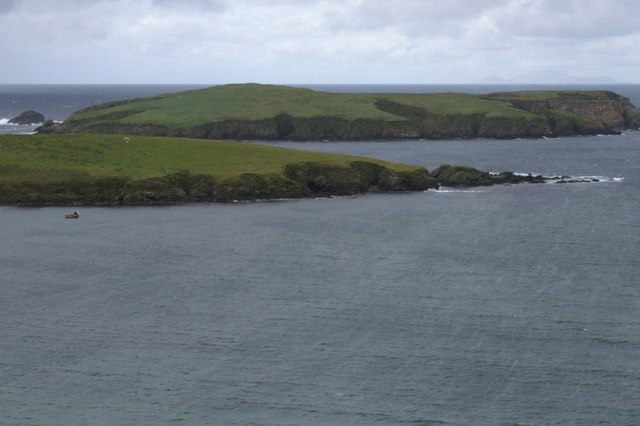
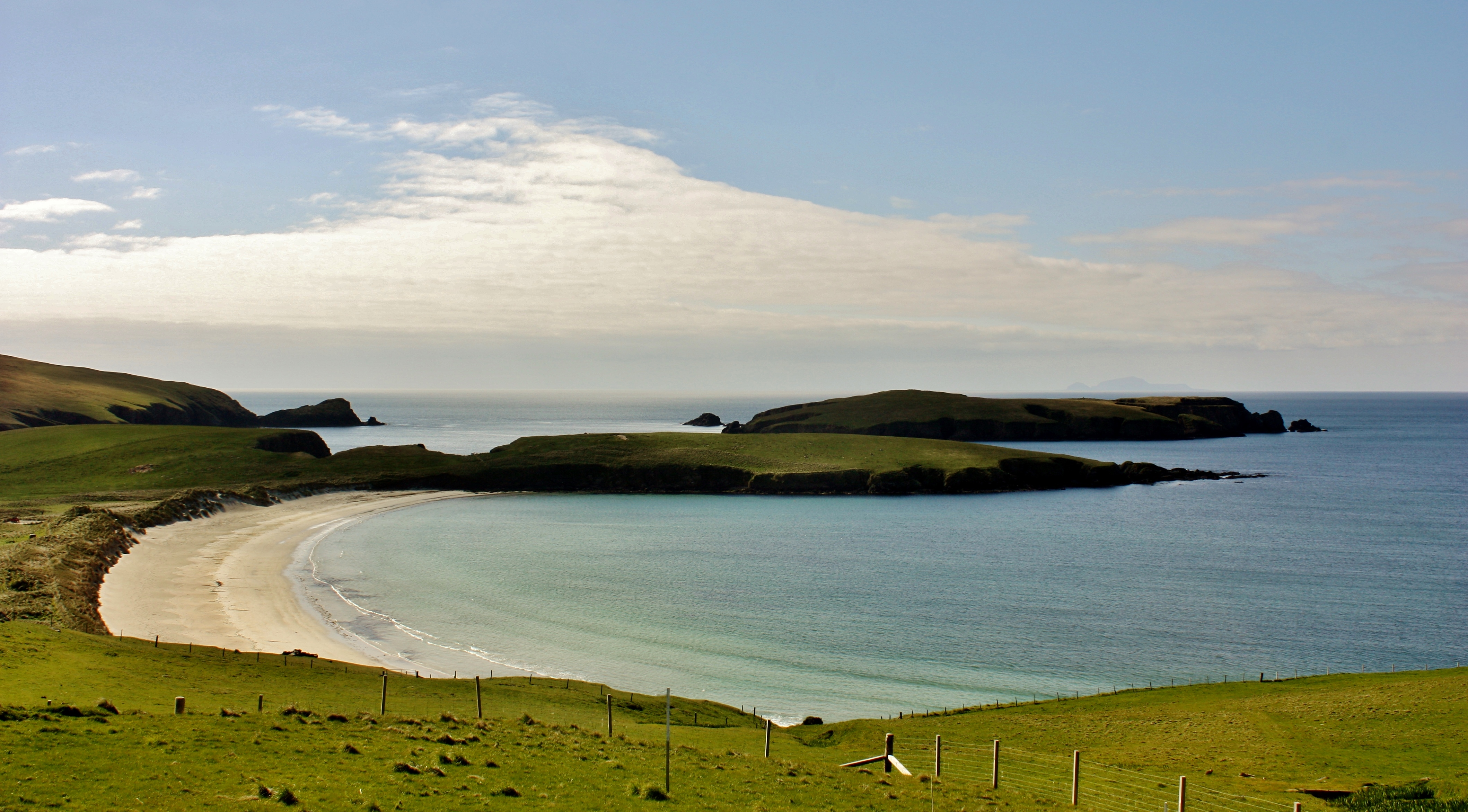
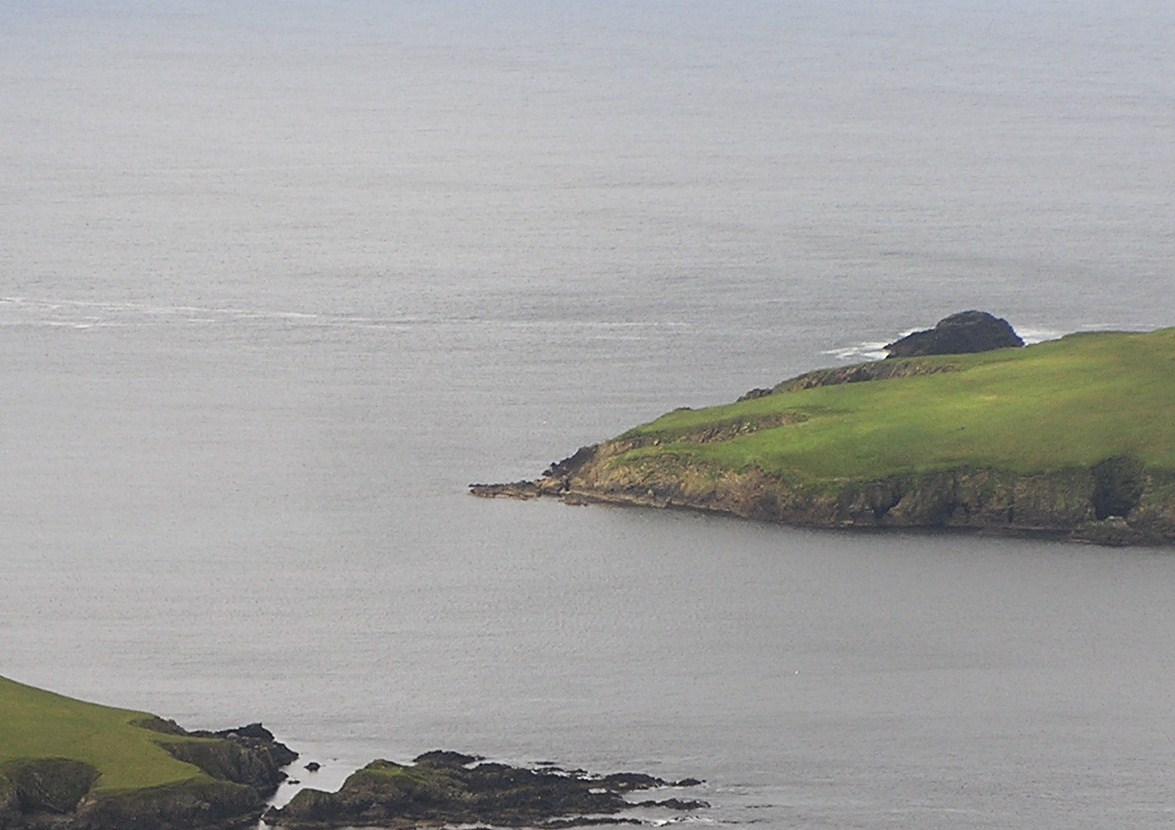
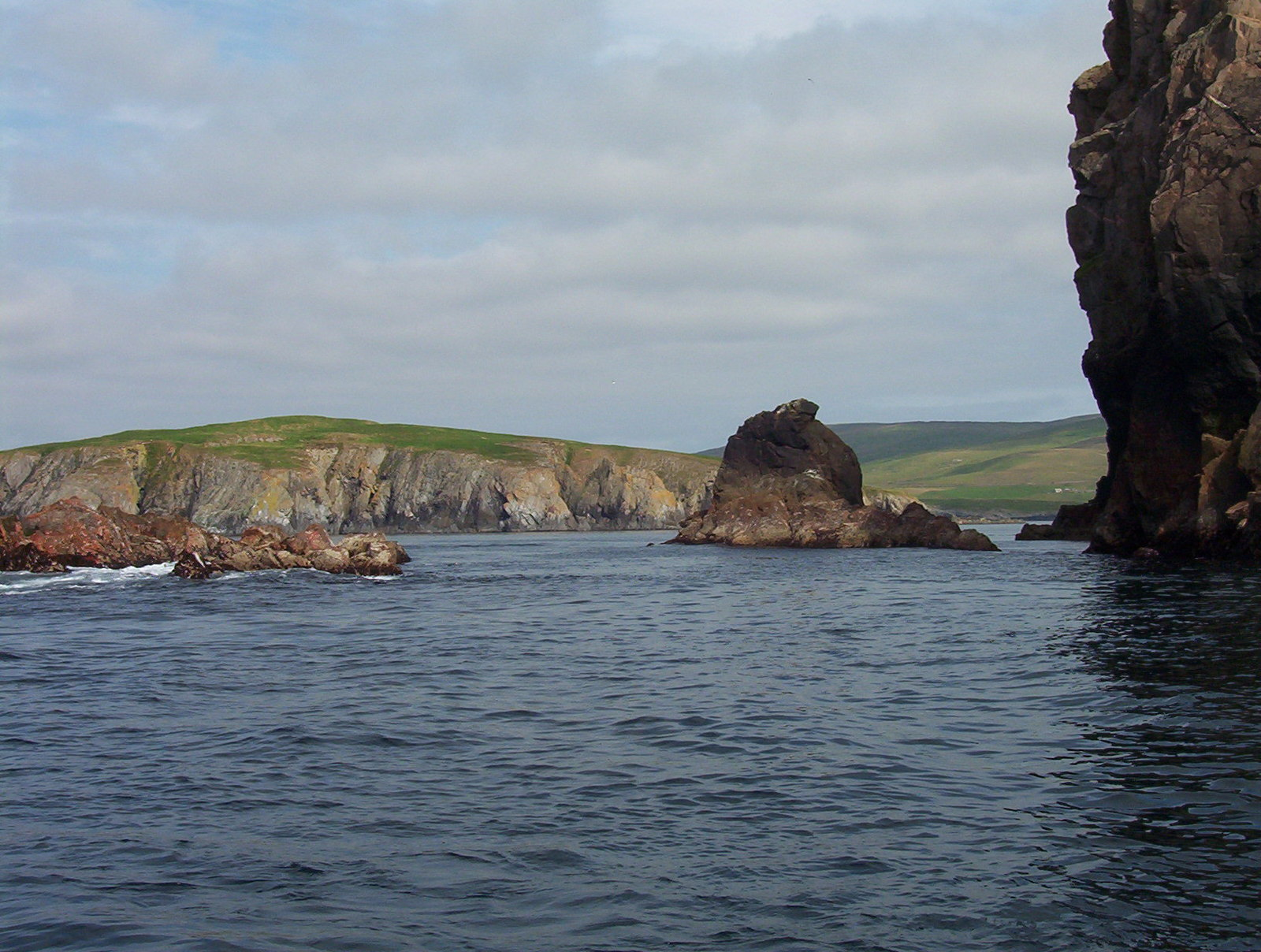